# Walter von Boetticher
Walter von Boetticher (* 29. Novemberjul. / 11. Dezember 1853greg. in Riga; † 3. Juli 1945 in Radebeul) war ein deutscher Historiker, Genealoge und Arzt.

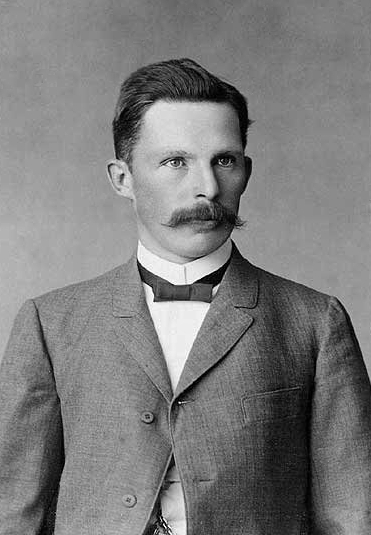
Walter von Boetticher (1880er Jahre)

## Leben und Wirken
Walter von Boetticher wurde als Sohn des Kunsthistorikers Friedrich von Boetticher (1826–1902) in Riga geboren. Er gehörte damit zum Adelsgeschlecht von Boetticher. Nach dem Besuch des Dresdner Kreuzgymnasiums studierte er 1873 bis 1877 in Würzburg, Marburg und Jena Medizin und promovierte 1878 zum Dr. med. (Dissertation „Über Reflexhemmung“). Anschließend arbeitete Boetticher als praktischer Arzt in Bertelsdorf, Stolpen und Göda.
Aus dieser Zeit stammten bereits die ersten regionalgeschichtlichen Arbeiten. Mit seinem Umzug nach Bautzen 1905 konzentrierte sich Boetticher ausschließlich auf historische Untersuchungen, was er mit seinen Wohnsitzwechseln 1908 nach Dresden und 1912 nach Oberlößnitz, heute Stadtteil von Radebeul, fortsetzte. Er kaufte dort die von Oswald Haenel für sich selbst errichtete Villa, der im Jahr vorher verstorben war.
Boetticher veröffentlichte zahlreiche Aufsätze zur Geschichte der Oberlausitz und ihres Adels. Zwischen 1912 und 1923 erschien in vier Bänden sein Lebenswerk, die Geschichte des Oberlausitzischen Adels und seiner Güter 1635–1815.
Dem Herder-Institut (Marburg) wurde 1952 von seinem Sohn, dem General Friedrich von Boetticher die sogenannte Boetticher-Sammlung überlassen, die 230 bibliographische, teilweise mehrbändige Titel aus der ursprünglichen Bibliothek enthält, darunter als Raritäten das komplette Lausitzische Magazin in 25 Bänden seit 1768 sowie das Neue Lausitzische Magazin von 1822 bis 1941.
Walter von Boetticher ruht auf dem Taucherfriedhof in Bautzen. Er war seit 1880 mit Isabella Wippermann (1859–1943), Tochter des Gutsbesitzers Hermann Anton Wippermann auf Weddelbrook in Holstein, verheiratet, mit der er vier Kinder hatte.

## Ehrungen und Auszeichnungen
1904 wurde Walter von Boetticher in das sächsische Adelsbuch eingetragen, 1905 wurde er zum Ehrenmitglied der Oberlausitzischen Gesellschaft der Wissenschaften ernannt. 1929 erhielt er zusätzlich zu seinem Doktortitel als Mediziner den Ehrendoktor der Universität Breslau. Neben weiteren Auszeichnungen und Orden erhielt Boetticher 1943 zu seinem 90. Geburtstag die Goethe-Medaille für Kunst und Wissenschaft. Seit 1907 war er Ehrenritter des Johanniterordens.

## Werke und Aufsätze
- Nachrichten über die Familie von Boetticher. Kurländische Linie. 1891.
- Die Schloßkapelle zu Bautzen. in: Neues Lausitzisches Magazin. Band 70, 1894, S. 25 ff.
- Stammbücher im Besitz oberlausitzischer Bibliotheken. Sonderdruck, in: Ad. M. Hildebrandt: Der Deutsche Herold (Vierteljahresschrift). Jahrgang XXIII, Carl Heymanns Verlag, Berlin 1895.[3]
- Beiträge zur Geschichte des Franziskanerklosters zu Kamenz. Kamenz 1896
- Die Rügengerichte auf den Ortschaften des Domstifts St. Petri zu Bautzen. in: Festschrift zum 70. Geburtstag von Friedrich Heinrich von Boetticher. Monse 1896.
- Die Rügengerichte in Görlitz und Löbau. in: Neues Lausitzisches Magazin. Band 73, Görlitz 1897, S. 202–247.
- Ernst Theodor Stöckhardt. in: Leopoldina. Heft 34, 1898, S. 88–91.
- Stammbuchblätter Oberlausitzischer Gelehrter vorzugsweise des 17. Jahrhunderts. Sonderdruck aus Neues Lausitzisches Magazin. Görlitz 1898.
- Freikäufe oberlausitzischer Dörfer. Sonderdruck, in: Neues Lausitzisches Magazin. Görlitz 1899.
- Geschichte des Oberlausitzischen Adels und seiner Güter 1635–1815. 4 Bände, 1912–1923 (Digitalisat) (Band 1, 1912) (Band 2, 1913) (Band 3, 1919) (Band 4, 1923. Nachträge und Berichtigungen)
- Zigeuner in Bautzen und Umgebung. in: Bautzener Geschichtshefte. Band 3, Heft 1, Bautzen 1925, S. 31–35.
- Der Adel des Görlitzer Weichbildes um die Wende des 14. und 15. Jahrhunderts. in: Neues Lausitzisches Magazin. Band 104, 1928, S. 1–304 (Digitalisat)
- Der Görlitzer Schriftsteller Johann Friedrich Dietrich. in: Neues Lausitzisches Magazin. Band 109, 1933, S. 199–212.